# Kardzjali (oblast)
Kardzjali (Bulgaars: Област Кърджали) is een oblast in het zuiden van Bulgarije. De hoofdstad is het gelijknamige Kardzjali en de oblast heeft 152.873 inwoners (2018).

## Geografie
De oblast Kardzjali heeft een oppervlakte van 3.200 km². 
De oblast Kardzjali bevindt zich in het oostelijk deel van het Rhodopegebergte. Een groot deel van de rivier Arda stroomt door de oblast. Het reliëf is relatief bergachtig. De gemiddelde hoogte is ongeveer 330 meter.
De oblast Kardzjali wordt in het westen begrensd door oblast Smoljan, in het noorden door oblast Plovdiv, in het oosten door oblast Chaskovo en in het zuiden door Griekenland.

#### Klimaat
Het klimaat van oblast Kardzjali kent milde zomers en koude winters.

## Bevolking
De bevolking van Kardzjali groeide vrij hard in de twintigste eeuw. Het geboortecijfer was jarenlang het hoogste in Bulgarije. Zo bedroeg het geboortecijfer eind jaren zeventig namelijk ruim 30 geboorten per duizend inwoners. Vanwege de zware repressieve houding van de regering tegenover de islamitische minderheden verlieten honderdduizenden Turken en Pomaken het land. Hierdoor verloor oblast Kardzjali in een periode van zeven jaar (tussen de volkstellingen van 1985 en 1992) bijna één derde van haar inwoneraantal (zie onderstaand tabel). Sinds de val van het communisme vinden de massale emigratiestromen nog steeds plaats, maar deze keer vooral vanwege de verslechterde economische situatie. Het geboortecijfer is daarom flink gedaald en schommelt anno 2018 rond het landelijke gemiddelde.
| gemeente Kardzjali       | 48.737 | 63.364 | 82.846 | 92.778 | 105.993 | 76.155 | 69.830 | 67.460 | 68.727 |
| gemeente Kirkovo         | 25.975 | 29.899 | 36.421 | 38.917 | 42.201  | 33.112 | 24.220 | 21.196 | 21.254 |
| gemeente Kroemovgrad     | 33.550 | 39.161 | 43.090 | 44.544 | 44.146  | 31.268 | 19.907 | 17.823 | 17.081 |
| gemeente Momtsjilgrad    | 23.064 | 26.911 | 31.319 | 29.790 | 31.227  | 20.836 | 17.185 | 16.263 | 15.787 |
| gemeente Ardino          | 30.609 | 29.407 | 33.185 | 29.507 | 27.698  | 18.174 | 13.649 | 11.572 | 12.792 |
| gemeenten Tsjernootsjene | 17.787 | 19.059 | 17.988 | 16.349 | 15.260  | 12.712 | 10.567 | 9.607  | 8.791  |
| gemeente Dzjebel         | 16.122 | 17.493 | 22.798 | 21.622 | 22.851  | 10.994 | 8.661  | 8.167  | 8.441  |

#### Urbanisatie
De oblast Kardzjali telt uit 468 nederzettingen: 5 steden en 463 dorpen. De grootste stad is Kardzjali met 43.022 inwoners, gevolgd door Momtsjilgrad met 7.639 inwoners. De overige steden zijn significant kleiner qua inwoners: Kroemovgrad (4.631 inwoners), Ardino (3.799 inwoners) en Dzjebel (3.101 inwoners). De gemeenten Kirkovo en Tsjernootjene zijn uitsluitend ruraal en bestaan uit kleine dorpen op het platteland.
| Kardzjali    | Кърджали   | Kırcaali  | 43.263 |
| Momtsjilgrad | Момчилград | Mestanlı  | 7.742  |
| Kroemovgrad  | Крумовград | Koşukavak | 4.824  |
| Ardino       | Ардино     | Eğridere  | 4.022  |
| Dzjebel      | Джебел     | Cebel     | 3.185  |

Op 31 december 2018 woonden 63.016 inwoners (41%) in een van de vijf steden en 89.857 inwoners verspreid over 463 dorpen op het platteland (59%). Daardoor is Kardzjali een van de drie oblasten (de overige twee zijn Razgrad en Silistra) waar meer dan de helft van de bevolking op het platteland leeft.

#### Etniciteit
In 2011 verklaarde 66% van de bevolking in de volkstelling van Turkse afkomst te zijn. De Bulgaarse Turken vormen hiermee de meerderheid van de bevolking. De gemeente Tsjernootsjene heeft zelfs het hoogste percentage etnische Turken in Bulgarije: zij vormen 97% van de totale bevolking. Deze gemeente wordt gevolgd door Momtsjilgrad: in deze gemeente verklaarde 85% van de bevolking etnisch Turks te zijn. In de gemeente Dzjebel verklaarde 74% te behoren tot de Turkse minderheid; in de gemeente Ardino 71%; in de gemeente Kroemovgrad 70%; in de gemeente Kirkovo 62% en in de gemeente Kardzjali 55,5%.
Daarentegen woonden de meeste etnische Bulgaren in de gemeente Kardzjali: 24 duizend van de 40 duizend Bulgaren in oblast Kardzjali leefden in de gemeente Kardzjali en vormden in die gemeente 40,5% van de bevolking. Verder wonen er veel etnische Bulgaren in de gemeenten Kirkovo (35%), Ardino en  Kroemovgrad (beide 27% van de bevolking). In Dzjebel vormen etnische Bulgaren 17% van de bevolking en in Momtsjilgrad ongeveer 11% van de bevolking. In Tsjernootsjene wonen relatief gezien de minste Bulgaren: slechts 2% van de bevolking bestaat uit etnische Bulgaren.
In de oblast woonden bij de volkstelling van 2011 tevens 1296 Roma. Zij vormden minder dan één procent van de bevolking. De meeste Roma wonen in de gemeenten Kardzjali (1013 zigeuners) en Momtsjilgrad (205 zigeuners). De Roma woonden vooral in de dorpen Bagrjanka, Groeëvo, Kjosevo, Krajno Selo, Ostrovitsa, Perperek, Petlino, Pototsjarka, Stremtsi, Tsjal en Tsjiflik.

#### Religie
In de volkstelling van 2011 verklaarde 70,1% van de bevolking islamitisch te zijn. De meeste moslims zijn etnische Turken, maar er leven ook veel geïslamiseerde Bulgaren (zie: Pomaken). De aanhangers van de Bulgaars-Orthodoxe Kerk vormen 20,4% van de bevolking van de oblast en zijn nagenoeg uitsluitend etnische Bulgaren. De overige 9,5% bestaat uit rooms-katholieken, protestanten, atheïsten en andere kleinere religieuze groeperingen.
| Religie per gemeente (%) | Bulgaars-orthodoxe Kerk | Islam | niet-religieus | anders/onbekend |
| oblast Kardzjali         | 20,4                    | 70,1  | 1,5            | 8,0             |
| ------------------------ | ----------------------- | ----- | -------------- | --------------- |
| gemeente Kardzjali       | 37,1                    | 52,8  | 1,5            | 8,6             |
| gemeente Kirkovo         | 6,2                     | 82,4  | 1,7            | 9,7             |
| gemeente Kroemovgrad     | 12,8                    | 77,7  | 2,4            | 7,1             |
| gemeente Momtsjilgrad    | 5,8                     | 84,8  | 7,8            | 1,6             |
| gemeente Ardino          | 2,1                     | 91,4  | 1,1            | 5,4             |
| gemeenten Tsjernootsjene | 2,2                     | 96,6  | 0,1            | 1,1             |
| gemeente Dzjebel         | 3,6                     | 82,3  | 1,0            | 13,1            |

Volgens de volkstelling van 2001 was 69,5% van de bevolking islamitisch en 21,5% orthodox.

#### Demografische indicatoren
De bevolking daalt in alle 28 oblasten van Bulgarije, maar in Kardzjali verloopt dat proces een stuk langzamer dan in de rest van Bulgarije. In 2016 was de natuurlijke bevolkingsgroei negatief en bedroeg -503 mensen. Het migratiesaldo was positief en bedroeg +21 mensen. In 2016 verloor de oblast dus 482 inwoners.
Het geboortecijfer schommelt al jarenlang rond het landelijke gemiddelde en bedraagt 9,3‰ in 2016. In totaal kwamen in dat jaar 1399 kinderen ter wereld. De meerderheid daarvan, 723 kinderen om precies te zijn, werden geboren in de gemeente Kardzjali. In de gemeenten Kroemovgrad, Kirkovo en Momtsjilgrad kwamen respectievelijk 165, 143 en 130 kinderen ter wereld. In Ardino werden er 85 kinderen geboren, in Dzjebel werden er 79 kinderen geboren en in Tsjernootsjene werden er 74 kinderen geboren. Het geboortecijfer varieert van extreem lage geboortecijfers in de gemeenten Ardino en Kirkovo (beide 6,8‰); 8,3‰ in Tsjernootsjene; 8,4‰ in Momtsjilgrad; tot iets hogere geboortecijfers van 9,6‰ in Dzjebel; 9,7‰ in Kroemovgrad en tot een maximum van 10,7‰ in de gemeente Kardzjali. In de vijf steden werden 653 kinderen geboren en in dorpen op het platteland werden 746 kinderen geboren. Het geboortecijfer bedraagt 10,5‰ in steden en 8,4‰ in dorpen op het platteland.
Het sterftecijfer in oblast Kardzjali is beduidend lager dan in de rest van Bulgarije. In 2016 stierven 1902 mensen, waarvan absoluut gezien de meesten in gemeente Kardzjali (797), gevolgd door de gemeenten Kirkovo (317) en Kroemovgrad (232). In Ardino stierven 177 mensen, in Momtsjilgrad 156 mensen en in Tsjernootsjene 130 mensen. Absoluut gezien stierven de minste inwoners in de gemeente Dzjebel (93 mensen). Het sterftecijfer bedraagt 12,6‰ en is een van de laagste in Bulgarije. Dit lage sterftecijfer is grotendeels het gevolg van de ietwat hogere levensverwachting in oblast Kardzjali: mannen worden gemiddeld 73 jaar oud terwijl vrouwen er bijna 80 jaar oud worden. Tevens wonen er minder ouderen in de oblast dan in de overige oblasten. In 2016 is 19,1% van de bevolking 65 jaar of ouder. Desalniettemin is het aantal ouderen de laatste jaren drastisch gestegen, waardoor het aantal sterftegevallen is toegenomen.

#### Leeftijdsstructuur
De oblast Kardzjali heeft een iets jongere bevolking vergeleken met de rest van Bulgarije. Op 31 december 2018 is ongeveer 20,1% van de inwoners 65 jaar of ouder: dat is zo’n 1,2 procentpunten onder het Bulgaarse gemiddelde. Desalniettemin ontgroent en vergrijst de bevolking van oblast Kardzjali in een rap tempo.  
In de periode 2002-2018 is de bevolking tussen 0 tot 50 jaar oud flink afgenomen, terwijl het aantal vijftigplussers is toegenomen. Het aantal tachtigplussers is zelfs met 50% toegenomen (zie tabel).
| Absolute aantal in 2018                       | 152.873 | 14.335 | 15.836 | 20.245 | 22.254 | 22.222 | 22.847 | 17.353 | 12.984 | 4.732 |
| Absolute aantal in 2002                       | 162.332 | 15.507 | 24.445 | 24.314 | 23.260 | 24.432 | 18.928 | 17.409 | 10.849 | 3.188 |
| Etnische samenstelling per leeftijdscategorie |         |        |        |        |        |        |        |        |        |       |
| Bulgaren (%)                                  | 30,2    | 23,8   | 26,2   | 23,7   | 28,8   | 31,0   | 34,2   | 35,5   | 35,1   | 38,7  |
| Turken (%)                                    | 66,2    | 67,8   | 68,8   | 72,0   | 67,5   | 65,8   | 63,1   | 62,6   | 63,5   | 59,9  |
| Roma (%)                                      | 1,0     | 2,7    | 2,1    | 1,6    | 0,9    | 0,7    | 0,4    | 0,2    | 0,1    | 0,1   |

Net als elders in Bulgarije zijn de etnische Roma de jongste bevolkingsgroep en de etnische Bulgaren de oudste bevolkingsgroep. De etnische Turken nemen een tussenpositie in.

## Economie
In het jaar 2015 bedraagt het bruto binnenlands product per hoofd van de bevolking zo'n 6472 Bulgaarse lev (een verdrievoudiging vergeleken met het jaar 2004).
In 2015 leefde zo'n 43% van de bevolking onder de armoedegrens. Daarmee is oblast Kardzjali een van de armste oblasten in Bulgarije.

## Gemeenten
- Ardino
- Dzjebel
- Kirkovo
- Kroemovgrad
- Kardzjali
- Tsjernootsjene
- Momtsjilgrad

Blagoevgrad · Boergas · Chaskovo · Dobritsj · Gabrovo · Jambol · Kjoestendil · Kardzjali · Lovetsj · Montana · Pazardzjik · Pernik · Pleven · Plovdiv · Razgrad · Roese · Silistra · Oblast Sofia · Sofia-Hoofdstad · Sjoemen · Sliven · Smoljan · Stara Zagora · Targovisjte · Varna · Veliko Tarnovo · Vidin · Vratsa